# Los impactados
Los impactados es una película dramática argentina de 2023 coescrita, coproducida y dirigida por Lucía Puenzo.
La cinta fue seleccionada para competir en la sección Horizontes Latinos en el Festival Internacional de Cine de San Sebastián 2023.

## Sinopsis
Las heridas que sufre Ada al ser alcanzada por un rayo durante una tormenta en el campo la afectan tanto física como psicológicamente. Además de las consecuencias visibles, le preocupan una serie de extraños síntomas que no puede controlar: alucinaciones visuales y auditivas, descargas eléctricas y confusiones momentáneas que acaban por distanciarla de su vida anterior. Encuentra apoyo en un grupo de supervivientes del rayo y en el médico en el que confían ciegamente. Para Ada, el camino hacia la electrofilia será un viaje sin retorno.

## Reparto
- Mariana di Girolamo como Dra. Ada Cohen
  - Emma Anró como Ada de niña
- Germán Palacios como Dr. Juan
- Guillermo Pfening como Jano
- Osmar Núñez como Sr. Cohen
- Mariana Anghileri como Ofelia
- Malena Sánchez como Sra. Cohen
- Julián Krakov como Otto
- Carlos Defeo
- Micaela Tapia
- Elvira Onetto
- Vinicius Fonseca
- Ramiro Vayo

## Premios y nominaciones
| Año  | Premio/Festival de Cine   | Fecha del evento                     | Categoría          | Nominado       | Resultado | Ref.  |
| ---- | ------------------------- | ------------------------------------ | ------------------ | -------------- | --------- | ----- |
| 2023 | Festival de San Sebastián | 22 de septiembre al 30 de septiembre | Horizontes Latinos | Los impactados | Pendiente | [ 1 ] |